# Pleurozia roraimae
Pleurozia roraimae là một loài rêu trong họ Pleuroziaceae. Loài này được Schiffner mô tả khoa học đầu tiên.
Danh pháp khoa học của loài này chưa được làm sáng tỏ. 